# Gabriel Honnet
Pour les articles homonymes, voir Honnet.
 (septembre 2018).
Gabriel Honnet (actif à Paris au début du XVIIe siècle), est un peintre français rattaché à la Seconde école de Fontainebleau.

## Biographie
Peut-être né à Paris et formé dans l'entourage de Martin Fréminet, il se présente le 2 janvier 1610 au concours visant à trouver un successeur à Henri Lerambert, peintre du roi et auteur de cartons de tapisseries, qui venait de décéder. Le concours consiste à créer une composition sur le thème du Pastor Fido, d'après la pastorale célèbre composée par Giovanni Battista Guarini. Les vainqueurs désignés du concours sont Guillaume Dumée et Laurent Guyot.
Vers 1613-1614, il est chargé aux côtés de Guillaume Dumée et Jacob Bunel de décorer le « Grand Cabinet » de la reine-mère Marie de Médicis au Louvre, sur le thème de la Jérusalem délivrée du Tasse. Il peint trois compositions représentant Aladin et le magicien Ismène, Aladin enlève l'image de la Vierge, et Aladin condamnant Sophronie (toutes trois perdues). Plusieurs dessins évoquent ces tableaux : le musée du Louvre conserve un dessin préparatoire pour Aladin condamnant Sophronie attribué à Honnet, et l'École nationale supérieure des Beaux-Arts conserve dans ses fonds d'art graphique un dessin représentant Sophronie s'accuse devant Aladin, aussi attribué à Honnet, et qui trahit une forte parenté avec le style de Martin Fréminet.
Le cabinet des estampes de la Bibliothèque nationale de France conserve en outre un dessin à sujet mythologique encore non identifié, qui a été attribué à Gabriel Honnet.